# Fondazione Ugo e Olga Levi

Palazzo Giustinian Lolin, sede della Fondazione Levi

La Fondazione Ugo e Olga Levi di Venezia è una fondazione culturale fondata il 14 febbraio 1962 con atto di donazione di Ugo Levi in omaggio alla volontà della moglie Olga Brunner e in ricordo della comune passione per gli studi musicali.
La fondazione per statuto ha sede in palazzo Giustinian Lolin, sul Canal Grande, opera giovanile di Baldassarre Longhena.
La Fondazione Levi si è occupata di ricerche musicali inventariando e schedando fondi musicali, con lo scopo di creare una banca dati della musica della regione del Veneto, mentre periodicamente organizza seminari e convegni rivolti allo studio di particolari tematiche connesse con l'area mediterranea. L'organizzazione dell'attività è affidata ad un comitato scientifico che ha visto come suoi presidenti Giulio Cattin, Antonio Lovato e Luisa Zanoncelli.

## La biblioteca "Gianni Milner"
La biblioteca è nata per volontà testamentaria di Ugo Levi e Olga Brunner Levi nel 1962 e nel 2008 è stata intitolata a Gianni Milner, storico presidente della fondazione.
Il patrimonio della biblioteca, specializzata nel settore musicale, è costituito da: un nucleo originario di spartiti e partiture ottocenteschi e novecenteschi di proprietà dei fondatori; manoscritti musicali ed edizioni musicali a stampa risalenti al periodo dal primo Cinquecento alla fine del Settecento; disegni e ritratti di musicisti; libretti d'opera; testi musicologici e storico-musicali, con specifiche sezioni dedicate al Medioevo, al Rinascimento e al Barocco, alla musica policorale, alla musica per film e all'etnomusicologia.
Dal 1988 la Fondazione Levi conserva nei propri depositi il fondo della cappella musicale della basilica di San Marco, trasferito dalla precedente sede dell'ex convento di Sant'Apollonia. Il fondo, per essere ordinata, catalogato e reso fruibile al pubblico. Il fondo di proprietà della Procuratoria della Basilica veneziana comprende più di 4200 composizioni musicali.
Per donazione, lascito o acquisto il patrimonio si è arricchito di vari fondi archivistico-librari fra i quali si segnalano: il fondo Guido Bianchini (sinfonie settecentesche), i fondi Angelo Sullam e Gino Voltolina (libretti d'opera), il fondo Mario Labroca (musica manoscritta e a stampa del XX secolo), il fondo Giorgio Magrini (circa mille edizioni di musica da camera del Novecento), il fondo Alfredo Ceccherini (musica per banda), il fondo Elio Borsetto (oltre duemila e duecento incisioni in vinile di musica jazz), il fondo del compositore Sante Zanon, i fondi del compositore Giovanni Tebaldini, dei cantanti lirici Gianni Guidetti (circa duecento programmi di sala di teatri italiani ed europei) e Ginevra Vivante, i fondi dei musicisti Virginia Bronzini (musica per pianoforte), il fondo Safred (studi sugli strumenti ad arco), del critico Guido Piamonte e del musicologo Giuseppe Massera (critica musicale, musicologia e storia della teoria musicale).